# Глобоиды
Глобо́иды (лат. globus, шар; др.-греч. éidos, вид) — шаровидные, гантелевидные или гроздевидные включения, встречающиеся внутри алейроновых зёрен у некоторых растений. Встречаются в семенах клещевины, льна, тунга, винограда. Глобоиды состоят из фитина, двойной фосфорнокислой соли кальция и магния в связи с органическим веществом и играет роль запаса минеральных солей в общем складе запасных веществ семени.